# Diagrama conmutativo
En matemática, y especialmente en teoría de categorías, un diagrama conmutativo es un diagrama de objetos (también conocidos como vértices), morfismos (también conocidos como flechas o aristas) y rutas o caminos, tales que todas las rutas directas en el diagrama con los mismos puntos finales y mismo comienzo conducen al mismo resultado por composición. Los diagramas conmutativos desempeñan un papel fundamental en teoría de categorías al igual que las ecuaciones lo hacen en álgebra.
Nótese que un diagrama puede ser no conmutativo, por ejemplo la composición de diferentes rutas en el diagrama puede no dar el mismo resultado. Para clarificar, se pueden usar frases como «este diagrama conmutativo» o «el diagrama conmuta».

## Historia
La historia del desarrollo de los diagramas conmutativos está íntimamente vinculada al avance de las matemáticas y, más específicamente, al campo de la teoría de categorías. Los diagramas conmutativos son representaciones gráficas que muestran las relaciones entre diferentes objetos matemáticos, como grupos, anillos o espacios topológicos, y las funciones o morfismos que los vinculan, asegurando que ciertas composiciones de funciones sean iguales. Esta idea surgió gradualmente a medida que las matemáticas comenzaron a formalizar sus estructuras abstractas y buscar representaciones visuales que facilitaran la comprensión de las propiedades y relaciones complejas.
La noción de diagrama conmutativo se originó en el siglo XIX dentro del contexto de la teoría de grupos, cuando matemáticos como Évariste Galois y Augustin-Louis Cauchy comenzaron a representar relaciones algebraicas de manera más estructurada. Sin embargo, el término "diagrama conmutativo" como tal no se acuñó hasta mediados del siglo XX, cuando la teoría de categorías se consolidó como una disciplina formal. La teoría de categorías fue desarrollada por matemáticos como Samuel Eilenberg y Saunders Mac Lane, quienes formalizaron el concepto de categoría en su obra "General Theory of Natural Equivalences" (1945). En este marco, los diagramas conmutativos fueron introducidos como herramientas visuales para describir las propiedades de los morfismos y las estructuras matemáticas de una manera más accesible.
Los diagramas conmutativos permiten representar de manera clara cómo las composiciones de funciones o morfismos cumplen con ciertas igualdades, lo cual es esencial en muchos campos de las matemáticas, como álgebra, topología y geometría algebraica. Con el tiempo, estos diagramas se han vuelto una herramienta central en el trabajo matemático, facilitando tanto la demostración de teoremas como la visualización de conceptos abstractos.

## Ejemplos
En el siguiente diagrama se expresa el primer teorema de isomorfía, conmutativamente significa que {\displaystyle f={\tilde {f}}\circ \pi }:
A continuación se muestra un cuadrado conmutativo genérico, en el cual {\displaystyle h\circ f=k\circ g}

## Símbolos
En los textos de álgebra, el tipo de morfismos puede ser denotado mediante el uso de diferentes flechas: monomorfismos con una {\displaystyle \hookrightarrow }, epimorfismos con una {\displaystyle \twoheadrightarrow }, e isomorfismos con una {\displaystyle {\overset {\sim }{\rightarrow }}}. La flecha a trazos típicamente representa la afirmación de que el morfismo indica que existe cada vez que el resto del esquema se cumple. Esto es bastante común que los textos a menudo no expliquen el significado de los diferentes tipos de flechas.

## Verificación de conmutatividad
La conmutatividad es comprensible fácilmente mediante un polígono de cualquier número finito de caras (incluso únicamente 1 o 2). Un diagrama es conmutativo si todos los subdiagramas poligonales posibles son conmutativos.

## Persecución de diagramas

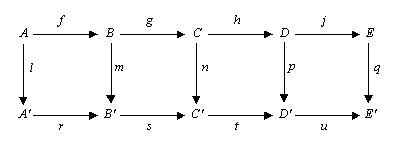
Diagrama conmutativo que ilustra el lema de los cinco, resultado relevante en álgebra homológica y teoría de categorías.

La persecución, cacería o búsqueda de diagramas es un método de demostración matemática usado sobre todo en álgebra homológica. Dado un diagrama conmutativo, una demostración mediante persecución de diagramas implica el uso formal de las propiedades del diagrama, tales como los mapas inyectivos o suprayectivos, o sucesiones exactas. Se construye un silogismo, para el cual se usa la representación gráfica del diagrama sólo como ayuda visual. De aquí se deduce que uno termina por "cazar" o "atrapar" elementos en torno al diagrama, hasta que el elemento o resultado deseado se verifica o se demuestra constructivamente. El diagrama sirve simplemente como herramienta para visualizar una prueba que es formalmente válida incluso sin él.
.

Ilustración del lema de los nueve.

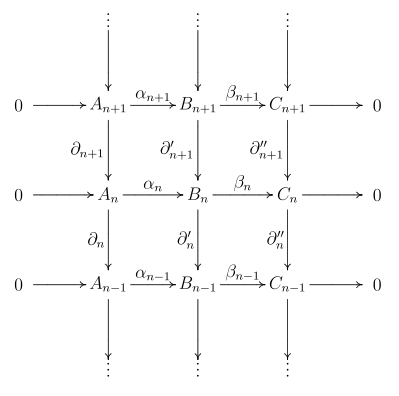
Ilustración del lema zig-zag.

Algunos ejemplos de demostración mediante cacería de diagramas son aquellas que usan el lema de los cinco, el lema de la serpiente, el lema zig-zag, y el lema de los nueve.
Se debe tener en cuenta que una prueba mediante búsqueda de diagramas es directamente válida sólo en categorías cuyos objetos son conjuntos (con estructura adicional ) y cuyos morfismos son ciertas asignaciones entre estos conjuntos, que están vinculados como de costumbre mediante ejecuciones sucesivas, etc. Para categorías más generales se puede utilizar el teorema de incrustación de Mitchell, que permite que cada (pequeña) categoría abeliana se entienda como una categoría concreta de módulos, o en lugar de utilizar elementos, utilizar clases de equivalencia de morfismos con el objetivo correspondiente; las reglas de cálculo son las mismas que para los elementos.
Si utiliza la búsqueda de diagramas para construir ilustraciones, estas son generalmente “ naturales ”: tiene dos ejemplos del diagrama, pero con diferentes objetos y homomorfismos, así como un homomorfismo entre estos diagramas (es decir, homomorfismos de todos los objetos en un diagrama a los demás). objeto correspondiente en el diagrama) segundo diagrama tal que todas las mallas resultantes sean conmutativas), entonces los dos mapas construidos también conmutarán con estos homomorfismos.

## En teoría de categorías superiores
En matemáticas, la teoría de categorías superiores es la parte de la teoría de categorías de un orden superior, lo que significa que algunas igualdades se sustituyen por flechas explícitas para poder estudiar explícitamente la estructura que hay detrás de esas igualdades. La teoría de categorías superiores se aplica a menudo en topología algebraica (especialmente en teoría de la homotopía), donde se estudian invariantes algebraicos de espacios, como su grupoide fundamental débil grupoide-∞ (cuasi categoría).
En la teoría de categorías superiores, el concepto de estructuras categóricas superiores, como (∞-categorías), permite un tratamiento más robusto de la teoría de homotopía, permitiendo captar distinciones homotópicas más finas, como diferenciar dos espacios topológicos que tienen el mismo grupo fundamental, pero difieren en sus grupos homotópicos superiores. Este enfoque es especialmente valioso cuando se trata de espacios con características topológicas intrincadas, como el espacio  Eilenberg-MacLane.
En la teoría de categorías superiores , no sólo se consideran objetos y flechas, sino flechas entre las flechas, flechas entre flechas entre flechas, y así ad infinitum. Por ejemplo, la categoría de categorías pequeñas, Cat es naturalmente una categoría 2, con funtores como sus flechas y transformaciones naturales como las flechas entre funtores. En este entorno, los diagramas conmutativos pueden incluir estas flechas superiores también, que a menudo se representan en el siguiente estilo: {\displaystyle \Rightarrow } . 
Por ejemplo, el siguiente diagrama (algo trivial) representa dos categorías C y D, junto con dos functores F, G : C → D y una transformación natural α : F ⇒ G:
Hay dos tipos de composición en una categoría 2 (llamadas composición vertical y composición horizontal), y también pueden representarse mediante diagramas de pegado.

## Diagramas como funtores

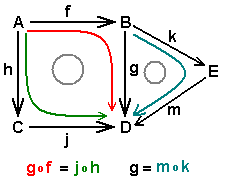
Un ejemplo de diagrama conmuntativo.

Un diagrama conmutativo en una categoría C puede ser interpretado como un funtor o functor de una categoría indexada J en C; se llama a ese functor diagrama. En teoría de categorías se llama diagrama al análogo categórico de una familia de conjuntos en la teoría de conjuntos. La principal diferencia es que en el entorno categórico hay morfismos que también necesitan indexación. Una familia de conjuntos es una colección de conjuntos, indexados por un conjunto fijo; de manera equivalente, una función de un conjunto de índice fijo a la clase de conjuntos. Un diagrama es una colección de objetos y morfismos, indexados por una categoría fija; equivalentemente, un functor de una categoría de índice fijo a alguna categoría.
Más formalmente, un diagrama conmutativo es una visualización de un diagrama indexado por un conjunto parcialmente ordenado (llamado en inglés categoría poset: partially ordered set):
- Se dibuja un nodo para cada objeto en la categoría indexada,
- Una flecha para la generación del conjunto de morfismos,
- omitiendo la identidad de mapas y morfismos que puede ser expresados mediante composiciones,
- y la conmutatividad del diagrama (la igualdad de diferentes composiciones de mapas entre dos objetos) corresponde a la unicidad de un mapa entre dos objetos en una categoría poset.

Al contrario, dado un diagrama conmutativo, éste define una categoría poset:
- los objetos son los nodos,
- hay un morfismo entre dos objetos cualesquiera si y sólo si existe un camino (directo) entre los nodos,
- con la relación de que este morfismo es único (cualquier composición de mapas se define por su dominio y destino: este es el axioma de conmutatividad).

Sin embargo, no cada diagrama conmuta (la noción de diagrama estrictamente generaliza al diagrama conmutativo): más simplemente, el diagrama de un objeto simple con un endomorfismo  ({\displaystyle f\colon X\to X}), o con dos flechas paralelas ({\displaystyle \bullet \rightrightarrows \bullet }; {\displaystyle f,g\colon X\to Y}), como el usado en la definición de ecualizador es necesario que no conmute. Además, los diagramas pueden ser un incómodos o imposibles de representar cuando el número de objetos y morfismos es grande (o incluso infinito).